# Detector de gas

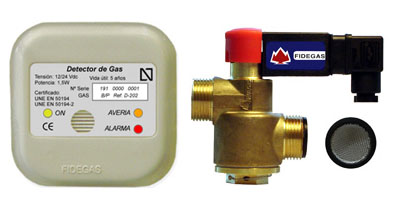
Detector de gas D-202.

Un detector de gas és un sensor químic per a la detecció de substàncies gasoses. El sensor converteix la proporció de determinats components químics del gas en un senyal elèctric. L'aparell detecta la presencia de gas a l'aire i que, a una determinada concentració, emet un senyal òptica/acústica d'avisos del Tipus B.Els del Tipus a més a més, poden posar en funcionament un sistema desconectador automàtic de gas.

## Desconectador automàtic de gas
Un desconectador automàtic de gas és un sistema que permet el tall del subministrament de gas en rebre un determinat senyal procedent d'un detector de gas, d'una central de alarma de qualsevol altre dispositiu previst com a element de seguretat a la instal·lació receptora, siendo la reobertura del subministrament únicament possible mitjançant un reset manual.

## Detector portàtil
En la indústria i en la extinció d'incendis s'utilitzen detectors de gasos portàtils, que poden detectar la presència de gasos tòxics o inflamables, o la deficiència d'oxigen, dotats d'alarma quan es superen els límits de seguretat.